# Кашта
Кашта е нубийски фараон от кушитската Двадесет и пета династия на Древен Египет през Трети преходен период на Древен Египет. Управлява Нубия и Горен Египет през 760 – 752 г. пр.н.е. Считан е за основател на 25-а династия.

## Произход и управление
Кашта /букв. „кушитът“/ е приемник и вероятно брат на кушитския цар Алара, който управлява Нубия /дн. Северен Судан/ със столица Напата. Той е първият от нубийските фараони.
Възползвайки се от политическата слабост и раздробеност на Египет, Кашта се титулува фараон и установява контрол над по-голямата част от Горен Египет. Кашта постига признание на фараонската си титла от жречеството в Тива, което той облагодетелства. Въпреки това, в Долен и Среден Египет продължават да управляват паралелно 22-рата династия, 23-та династия и 24-та династия.
През този период нубийската аристокрация и население бързо се египтизират и приемат египетските обичаи и традиции. Кашта е наследен от Пианхи.